# Riddarna kring runda bordet
Riddarna kring runda bordet är det sjätte studioalbumet av Björn Afzelius, släppt 1987. Det var Afzelius första solo-studioalbum sen Another Tale to Tell (1979), eftersom han hade 1980-1986 släppt album med sin grupp Globetrotters.

## Låtlista
Text och musik av Björn Afzelius om inget annat anges.
Sida ett
1. "Sådan herre...." - 3:10
2. "Morristown" - 2:55
3. "Riddarna kring runda bordet" (Originaltext och musik: Bob Dylan "Bob Dylan's Dream"; svensk text: Björn Afzelius) - 4:17
4. "Vad bryr jag mej om varför" - 4:50
5. "Glasnost" - 4:11

Sida två
1. "Odyssevs" - 3:41
2. "Elegi för Salvador Allende" (Text: Björn Afzelius; musik: Carlo Puebla) - 3:46
3. "Vid Titicacasjöns stränder" (Text: Lasse Söderberg; musik: trad. Bolivia) - 4:12
4. "Dynernas café" (Text: Peter Wahlqvist; musik: Björn Afzelius) - 5:04
5. "Tid att leva, dags att dö" - 4:00

## Musiker
- Björn Afzelius - sång
- Tomas Olsson - trummor
- Bengt Blomgren - gitarr
- Hannes Råstam - bas
- Bernt Andersson - synthesizer, munspel
- Nestor Espínoza - charango, quena, zambona
- Lisbeth Nowotny - körsång
- Brita Papini - körsång

## Listplaceringar
| Lista (1987-1988) | Topplacering |
| ----------------- | ------------ |
| Sverige           | 9            |
| Norge             | 11           |

### Fotnoter
1. ↑  ”Riddarna kring runda bordet”. Discogs.com. http://www.discogs.com/Bj%C3%B6rn-Afzelius-Riddarna-Kring-Runda-Bordet/release/2919387. Läst 13 januari 2013.
2. ↑  Placeringar på den svenska albumlistan
3. ↑  Placeringar på den norska albumlistan